# Izów
Izów (ukr. Ізов) – wieś na Ukrainie na terenie rejonu włodzimierskiego w obwodzie wołyńskim, liczy 172 mieszkańców.
Znajduje tu się przystanek kolejowy 27 km, położony na Włodzimierz – Łudzin.